# Tiwier
Tiwier är en aboriginsk stam som bor på Tiwi-öarna i norra Australien. Tiwisk konst och Tiwi-språket skiljer sig markant från de som återfinns i det närbelägna Arnhem Land. Språket räknas som ett isolatspråk och konsten är oftast abstrakt och geometrisk. Engelska lärs ut som andraspråk men tiwierna talar oftast sitt eget språk sinsemellan.
Vid sorg av någon bortgången brukar tiwierna måla sina kroppar samtidigt som de undviker att inta mat på egen hand. En annan person måste då mata dem.
Många tiwier jagar fortfarande. På land jagar de wallaby, ödlor, ormar,
sköldpaddor med mera. Till havs jagar de sköldpaddor, krokodiler, dugonger och fisk.
Några kända tiwier är David Kantilla, Austin Wonaeamirri och Adam Kerinaua.